# Maechidius crassifrons
Maechidius crassifrons är en skalbaggsart som beskrevs av Britton 1957. Maechidius crassifrons ingår i släktet Maechidius och familjen Melolonthidae. Inga underarter finns listade i Catalogue of Life.